# Trigonia costanensis
Trigonia costanensis är en tvåhjärtbladig växtart som beskrevs av Julian Alfred Steyermark och Badillo. Trigonia costanensis ingår i släktet Trigonia och familjen Trigoniaceae. Inga underarter finns listade i Catalogue of Life.